# Gertrude Saunders
Gertrude Saunders, född den 25 augusti 1903 i North Carolina, död i april 1991 i Beverly, Massachusetts, var en amerikansk sångerska och skådespelerska. Hon var stjärna i broadwaymusikalen Shuffle Along 1921 och medverkade därefter bland annat i broadwayproduktionerna Liza (1922), Blackberries of 1932 (1932) och Run, Little Chillun (1943) samt filmerna Big Timers (1945) och Sepia Cinderella (1947).